# 钟薛高

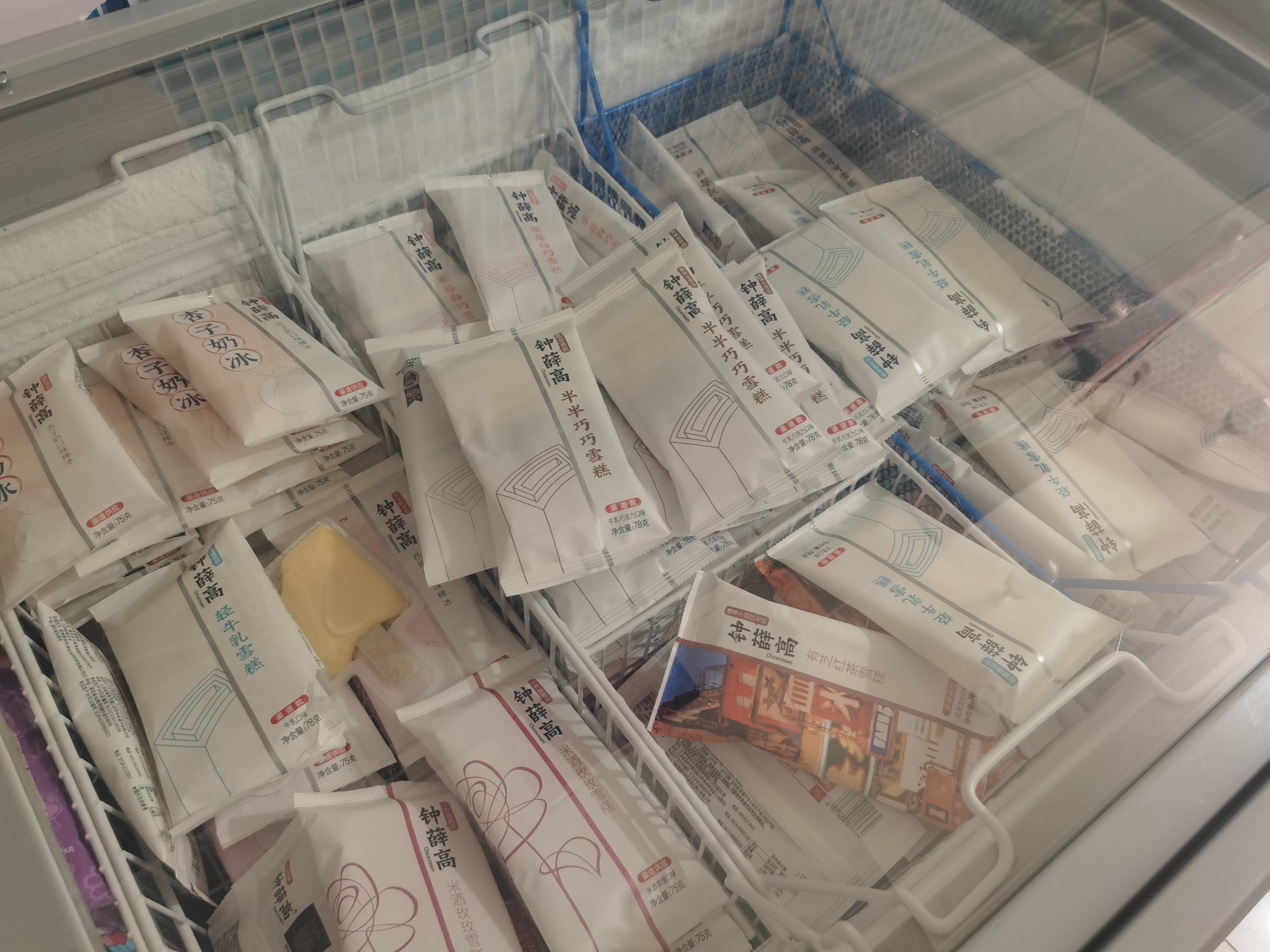
一家冷饮店冰柜里贮存的不同口味的钟薛高

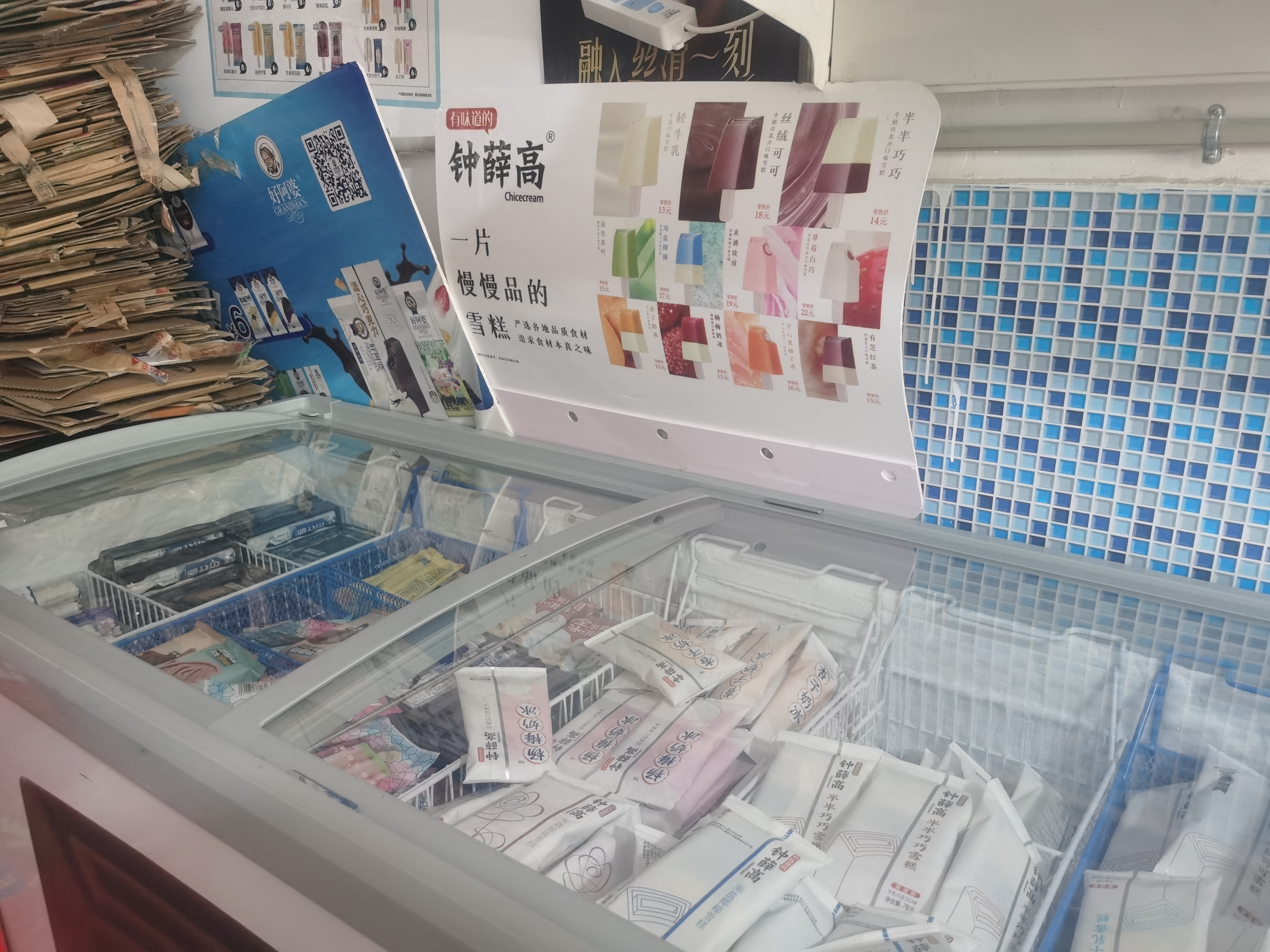
钟薛高雪糕价格高于一般雪糕，最便宜的单价为13元人民币

钟薛高食品（上海）有限公司，品牌名为钟薛高，是中国上海一家雪糕公司。其创始人是林盛，品牌的名稱取自“中式雪糕”的谐音，該品牌的雪糕价格则是一般雪糕的4-5倍。2025年6月在上海市黄浦区人民法院申请破产清算。

## 歷史
钟薛高成立於2018年3月的上海。同年5月20日，6款产品线上首发。2019年，钟薛高因发布虚假广告被行政处罚3千元。2020年起，钟薛高從線上發展到線下。
2021年完成2亿元人民币的A伦融资，由元生资本领投，H Capital、万物资本跟投。
2023年4月21日，推出单支售价3.5元的雪糕新品"Sa‘saa"，以及定价15-18元的新款甜品"旦生"。
2023年9月底，和熊猫工厂联名，推出以熊猫为主题的中秋礼盒，券前价358元盒。
2024年3月，钟薛高陷入经营危机，上海市嘉定区人民法院对钟薛高食品（上海）有限公司与林盛发出限制消费令；林盛曾表示钟薛高过去一年经营欠佳。2025年6月6日，公司在上海市黄浦区人民法院申请破产清算。2025年7月16日，旗下全资子公司盘箸有喜（上海）生物科技有限公司在上海市第三中级人民法院被申请破产审查。

## 争议
2022年，钟薛高雪糕被曝在31℃下放置1小时不融化，甚至在喷火枪1500℃的火焰炙烤下也无法融化，只有表面烧焦，引起质疑及担忧。品牌回应指以火烤方式检验品质「不科学」，又强调产品生产工艺符合国家标准。
2023年，自称钟薛高员工的网友爆料，称8月工资延迟发放，同时还有大批被裁员工拿不到补偿，因为维权无门，所以选择在互联网发帖引起舆论关注。对此，钟薛高回应称，正在积极解决相关纠纷，目前运营正常。

## 外部連結
- 官方网站